# جان بیلی
جان بَیلی (به انگلیسی: John Baily) (زادروز ۱۹۴۳ م.، گلاستونبری) استاد موسیقی‌شناسی فرهنگی (Ethnomusicology) در دانشگاه گُلداسمیت لندن، پژوهشگر در عرصۀ موسیقی افغانستان و نوازندۀ دوتار، رباب و تنبور است.

## زندگی
جان بیلی بین سال‌های ۶۵-۱۹۶۲ در رشتۀ روان‌شناسی و فیزیولوژی در دانشگاه آکسفورد تحصیل کرد. او در سال ۱۹۷۰ مدرک دکترای خود را در رشتۀ فیزیولوژی آزمایشی از دانشگاه ساسکس گرفت. وی در سال ۱۹۷۳ به عضویت پژوهش Post-Doctral در زمینۀ مردم‌شناسی اجتماعی و موسیقی‌شناس فرهنگی در دانشگاه کوئینز بلفاست درآمد، و همرای همسرش ورونیکا (Veronica) به شهر هرات افغانستان رفت تا برای مدت دو سال با همکاری جان بلکینگ (John Blacking) کار عملی خود را در زمینۀ موسیقی‌شناسی فرهنگی اجرا کند. مدتی را نزد امیرجان خوشنواز به فراگیری رباب پرداخت و بعدا عازم کابل شد و در کابل برای فراگیری بهتر رباب نزد استاد محمدعمر رباب‌نواز مشهور افغانستان شاگرد شد تا آنکه تمام فنون رباب را آموخت. او طی اقامت خود در هرات نه‌تنها به فراگیری موسیقی مشغول بود بلکه به تهیۀ کتابی تحت عنوان موسیقی افغانستان: موسیقی‌دانان حرفه‌ای در شهر هرات (به انگلیسی: Music of Afghanistan: professional musicians in the city of Herat) پرداخت که این کتاب را دانشگاه کمبریج منتشر کرده‌است. او مقالات زیادی راجع به موسیقی افغانستان و هرات نگاشته که همه به چاپ رسیده‌اند. وی طی دو سال اقامت خود در هرات نوار ویدئویی از فرهنگ مردم هرات به شمول عروسی‌ها، میله‌های فرهنگی، مراسم عید و غیره تهیه نموده‌است. او همچنین زبان فارسی به لهجه هراتی را نیکو صحبت می‌کند.
جان بیلی در سال ۱۹۷۸ در رشتۀ موسیقی‌شناس فرهنگی به سمت استادی در دانشگاه کوئینز رسید. او در سال‌های ۸۶-۱۹۸۴ فیلم‌سازی مردم‌شناسی را در National Film و Television School آموخت، و فیلم امیر: سرگذشت یک موسیقیدان پناهجوی افغان در پیشاور پاکستان (به انگلیسی: Amir: An Afghan refugee musician's life in Peshawar, Pakistan) را کارگردانی کرد. او از سال‌های ۱۹۹۰-۱۹۸۸ به سمت دانشیار در دانشگاه کلمبیا در نیویورک تدریس نمود.
بیلی در سال ۱۹۹۰ به دانشگاه گُلداسمیت لندن پیوست و هم‌اکنون در رشتۀ موسیقی‌شناسی فرهنگی سمت استادی دارد و سرپرست بخش موسیقی افغانستان است. وی رباب را نیکو می‌نوازد و با کمپوزهای جدیدی رباب‌نوازی می‌کند و در لندن گاهی با استاد آصف طبله‌نواز مشهور افغانستان به اجرای کنسرت‌ها می‌پردازد و مورد استقبال پرشور شنوندگان و تماشاچیان قرار می‌گیرد. همسر وی وِرونیکا هم طی سال‌های ۵۱-۱۳۵۰ خورشیدی به پژوهش پیرامون موسیقی هرات و آوازخوانی و دایره‌نوازی هراتی را در خانواده گلپسند فرا گرفت.
جان بیلی عقیده دارد که موسیقی افغانستان از غنا و اصالت خاصی برخوردار است.

## آثار
اخیرا مجموعه کوچکی را تحت عنوان (The Naghma-ye Kashal of Afghanistan) تهیه کرده که تمام مقام‌های رباب را در آن نوت نموده‌است. دو لوح فشرده (CD) به نوازندگی رباب توسط محمدرحیم خوشنواز و دوتار توسط گدامحمد و طبله توسط محمدعظیم حسن‌پور از طریق رادیو فرانسه و سویس به همکاری او تهیه و در اروپا منتشر شده‌است. 
آثار مهم دیگر پروفسور جان بیلی عبارتند از:
- موسیقی افغانستان: موسیقی‌دانان حرفه‌ای در شهر هرات (۱۹۸۸)

- 2007 Scenes of Afghan Music. London, Kabul, Hamburg, Dublin, DVD (97 mins).
- 2008 "Ethnomusicology, intermusability, and performance practice", in Henry Stobart (ed) The New (Ethno)musicologies. Chicago: Scarecrow Press. pp117–134.
- "Music and censorship in Afghanistan, 1973-2003", in Laudan Nooshin (ed) Music and the Play of Power: Music, Politics and Ideology in the Middle East, North Africa and Central Asia. Aldershot: Ashgate Press.
- "Modi operandi in the making of 'world music' recordings". In Amanda Bayley (ed) Recorded Music: Society, Technology and Performance. Cambridge: Cambridge University Press.